# Bulbophyllum sepikense
Bulbophyllum sepikense là một loài phong lan thuộc chi Bulbophyllum.